# Ramsés Bustos
Ramsés Maximiliano Bustos Guerrero (Santiago del Cile, 13 ottobre 1991) è un ex calciatore cileno, di ruolo attaccante.

## Carriera

### Club
Bustos ha cominciato la carriera con la maglia dell'Unión Española: ha esordito nella Primera División in data 23 luglio 2009, schierato titolare nella sconfitta casalinga per 0-1 contro il CD Everton. Il 4 dicembre 2010 ha segnato la prima rete nella massima divisione locale, nel 2-0 inflitto al Cobresal.
Nel corso del 2012 è passato al Barnechea, in Primera B. Ha debuttato in questa divisione in data 11 ottobre, sostituendo Franco Ragusa nella vittoria per 3-2 sul Coquimbo Unido.
L'anno successivo è stato ingaggiato dai thailandesi del Buriram United, militanti in Thai League. Il 3 marzo 2013 ha giocato la prima partita in squadra, schierato titolare in occasione del pareggio per 1-1 contro il Suphanburi. Il 27 marzo ha trovato la prima rete nella massima divisione locale, con cui ha sancito la vittoria per 1-0 sul Chainat. Il Buriram United ha successivamente rescisso il contratto di Bustos per ragioni disciplinari.
Bustos ha allora fatto ritorno in patria, nuovamente all'Unión Española. Nel 2015 è stato ingaggiato dal Deportes La Serena, in Primera B, per cui ha esordito il 18 gennaio, trovando anche una rete nel 5-4 inflitto all'Unión San Felipe.
Nel corso dello stesso anno è stato tesserato dal Deportes La Pintana, in Segunda División. Il 5 settembre 2015 ha disputato la prima partita in squadra, bagnata dal gol, contribuendo così al 4-2 sul Deportes Linares. Si è poi trasferito al Deportes Copiapó, per cui ha debuttato in data 31 gennaio 2016, quando ha sostituito Christián Pavez nello 0-0 contro il CD Everton.
Passato poi al Deportes Valdivia, ha giocato il primo match il 13 novembre 2016, scendendo in campo in luogo di Christopher Ojeda nel 2-2 sul campo dei Rangers de Talca. Nel 2017 ha fatto ritorno in Thailandia per giocare nel Super Power Samut Prakan, in Thai League.

### Nazionale
Bustos ha rappresentato il Cile al campionato sudamericano Under-20 2011.